# Andrej Sergejevič Někrasov
Andrej Sergejevič Někrasov (rusky Андрeй Сергеeвич Некрaсов); 9.jul./ 22. června 1907greg., Moskva – 15. února 1987, tamtéž) byl ruský sovětský spisovatel.

## Život
Pocházel z lékařské rodiny, mládí prožil v Moskvě. Četba dobrodružné a cestopisné literatury v něm probudila touhu po cestování. Proto po skončení střední školy odjel roku 1926 do Murmanska a zde se stal námořníkem na rybářské lodi. Poté pracoval na různých lodích v oblasti Dálného severu a Dálného východu. Roku 1933 ukončil vysokou námořní školu ve Vladivostoku a stal se náměstkem ředitele velrybářské sekce podniku Dalmorzverprom.
Roku 1937 se stal zástupcem prvního tajemníka Dněpropetrovského oblastního výboru. Během Velké vlastenecké války odešel dobrovolně na frontu a byl spolupracovníkem frontových novin. Roku 1943 vstoupil do Svazu sovětských spisovatelů, stal se členem Politického vedení Rudé armády v Moskvě v hodnosti poručíka. 14. dubna 1944 byl za svou práci v novinách odsouzen vojenským soudem v Rostově na Donu na 3 roky v pracovním táboře. Po propuštění z pracovního tábora se věnoval literatuře.
Publikovat začal v roce 1928 v časopisech, později psal převážně knihy pro mládež. Známým se stal především díky humoristickému dobrodružnému románu Dobrodružství kapitána Žvanilkina (1937, Приключения капитана Врунгеля).

## Dílo
- Námořnické boty (1935, Морские сапоги), povídky,
- Dobrodružství kapitána Žvanilkina (1937, Приключения капитана Врунгеля), humoristický dobrodružný román pro mládež.
- Záviděníhodný životopis (1953, Завидная биография),
- Osud lodi (1957, Судьба корабля), román
- Byli jsme na Diksonu (1967, Мы были на Диксоне),
- Po moři a oceánu (1988, По морю-океану).

## Česká vydání
- Dobrodružství kapitána Žvanilkina, SNDK, Praha 1960, přeložila Olga Ptáčková-Macháčková, znovu 1962.